# 户部寨乡
户部寨乡是中国河南省濮阳市濮阳县下辖的一个乡。

## 行政区划
户部寨乡下辖：户部寨村、李道期村、东道期村、孙庄村、郝道期村、董老寨村、王新寨村、杨李店村、大李庄村、小寨村、田楼村、单寨村、前于元村、后于元村、左店村、大寨村、侯李家村、刘高庄村、碱王庄村、宗国庙村、江庄村、张堂村、后郭庄村、张村、王张村、前郭庄村、前李海村、后李海村、任堤口村、杨楼村、戚庄村、许庄村、大屯村、双屯村、沙窝村、许集村、许窑村、黄庄村、后郭龙村、前郭龙村、黑马庄村、小濮州村、肖庄村、大高庄村、申庄村、马庄村。